# Croix-Mare
Croix-Mare – miejscowość i gmina we Francji, w regionie Normandia, w departamencie Sekwana Nadmorska.
Według danych na rok 1990 gminę zamieszkiwało 591 osób, a gęstość zaludnienia wynosiła 68 osób/km² (wśród 1421 gmin Górnej Normandii Croix-Mare plasuje się na 395. miejscu pod względem liczby ludności, natomiast pod względem powierzchni na miejscu 423.).